# Agriophyllum lateriflorum
Agriophyllum lateriflorum är en amarantväxtart som först beskrevs av Jean-Baptiste de Lamarck, och fick sitt nu gällande namn av Horace Bénédict Alfred Moquin-Tandon. Agriophyllum lateriflorum ingår i släktet Agriophyllum och familjen amarantväxter. Inga underarter finns listade i Catalogue of Life.